# Karl Fricker
Karl Fricker (* 12. Juni 1870 in Wittnau; † 23. August 1933 in Aarau) war ein Turnlehrer und Turnpionier des Kantons Aargau und der gesamten Schweiz.

## Leben
1898 wurde Fricker als Fachturnlehrer nach Olten berufen. Damit entschied er sich gegen seine  ursprüngliche Absicht, Musiker zu werden.
Er arbeitete als Lehrer und Turnlehrer an den Schulen in Aarburg,  war Oberturner des Turnvereins Aarburg und des Bezirksturnverbandes Zofingen, danach auch Turnlehrer am aargauischen Lehrerseminar in Wettingen. Von 1907 bis 1913 unterrichtete er an der Kantonsschule Aarau.
Anfangs Juni 1906 war er beteiligt an der Gründung des Damenturnvereins Aarau, ein grosser Erfolg in der damaligen Zeit, da die sportliche Betätigung von Frauen damals verpönt war. Der DTV Aarau konnte trotz der Vorurteile in den ersten Jahren ständig wachsen.
Im selben Jahr gründete Karl Fricker den Schweizerischen Turnkalender, dessen Verleger, Herausgeber und  Redakteur er bis zu seinem Lebensende war. Er verfasste mehrere Reigenbücher für das Schulturnen. Ein von ihm verfasstes Referat war ein Leittext, der die Notwendigkeit der Einführung des Mädchenschulturnens begründete und darum an der Turnlehrerversammlung 1907 viel diskutiert wurde, da seine Ideen neu waren für die damalige Zeit. Am 30. Dezember 1911 wurde auf seine Anregung hin in seiner Heimatgemeinde der Turnverein  gegründet. Seine Büste (1938) steht im Garten des Schweizerischen Turnerverbandes, Bahnhofstrasse 38, Aarau; Hans Trudel (1881–1958).

## Schriften
- Anleitung und Übungsstoff für den Kadettenunterricht an den aarg. Bezirksschulen. Aarau 1920. (DNB 57337936X)